# Eschachron
Eschachron是一个日本的动画跨媒体企划，以日本动画导演水岛精二、脚本家高桥龙也、插画师水无月彻、声优安济知佳和安野希世乃以及制片人田中宏幸等人为核心人员，已经制作的作品包括音乐PV、朗读剧和OVA。高桥龙也和水无月彻已合作多年，共同制作过《To Heart》等Leaf推出的冒险游戏；系列企划的音乐由Hifumi,inc.（一二三）负责，其派出了创作过多首热门作品的作曲家佐高陵平和作词家オノダヒロユキ；担任制片人的田中宏幸则负责过《Wake Up, Girls!》、《灼热的乒乓球娘》等动画作品。
截止2017年10月，OVA动画仅在日本、芬兰和中国举办过4次上映活动，累计观看人数不超过1000人。2017年10月30日，官方宣布将于11月3日开始在AbemaTV、dTV等网络电视播映。

## 故事设定
艾丝卡（エスカ，安济知佳配音）和克萝恩（クロン，安野希世乃配音）是两个性格迥异的少女；艾丝卡气质神秘，而克萝恩精神饱满，两人分别对应月亮和太阳。两位少女居住在名为终点站（ターミナル）的未来世界，那里被白雪覆盖，别无他物，空虚单调。两位少女穿越世界来到现代（“中转”，トランジット），见到了今日地球上的音乐和景色，遇见了形形色色的人，她们的世界也因此而改变。
系列企划的日语标题《エスカクロン》即以两位少女的名字连在一起命名，最早的暂定名为《エスカ和クロン》（エスカとクロン），后由水岛导演决定去掉“和”字改为现名。两位少女的设定年龄为15岁，是水岛精二和高桥龙也讨论后确定的，其中高桥本打算设定为13岁，而水岛则认为因为两人并非生活在现实的世界，所以可以设定为身体上15岁，待人接物方面却并不成熟，精神年龄12到13岁。

## 音乐PV
2011年10月，水岛精二担任导演的电视动画《UN-GO》开始播放，第2话里声优安济知佳和安野希世乃在剧中献声歌唱。水岛导演认为两人的嗓音优秀，可以由此挖掘歌曲背后的故事展开企划，便与高桥龙也和水无月彻一同完善了原曲的世界观骨架，并拜托Hifumi,inc.由此世界观下继续创作歌曲。在得到安济知佳和安野希世乃本人的参与和爱贝克思方面的支持后，企划得以继续。
2013年5月17日，歌曲《月夜と黒猫》在弹幕视频网站NicoNico公开，参与企划的水岛精二、高桥龙也和水无月彻分别在推特上宣传了相关消息。不过在此之前，2月26日YouTube已有同一首歌曲上传。本曲实际上改编自OSTER Project于2011年创作的同名Vocaloid歌曲，改编后以终点站（ターミナル，Terminal）和中转（トランジット，Transit）为关键词，这两个词也流用到之后的作品。

## 朗读剧
最初的音乐企划里，秘密制作了歌曲和PV并上传到NicoNico，结果并没有收获到什么反响。之后因为种种原因，企划中断了数年。后来，爱贝克思的制片人田中宏幸联络到水岛精二导演，表示将继续Eschachron的企划，计划出品一部朗读剧。本来对原企划中止感到惋惜的水岛导演表示愿意继续参与。
2016年3月26日举办的AnimeJapan2016活动上，爱贝克思旗下品牌DIVE II Entertainment宣布将于7月10日举办旗下艺人出演的声优活动D-World Vol.0，期间将上演舞台剧《Eschachron》，由水岛精二、高桥龙也和水无月彻担任原作，Hifumi,inc.负责音乐制作。为活动预热和公布更加详细的信息，3月31日开始每隔一周的周四在网络电台音泉设立名为D-world Project.R的广播节目。D-world Project.R由安济知佳和安野希世乃两人主持，每期请来预计出演7月10日活动的DIVE II Entertainment艺人作为嘉宾出席，节目内容包括歌曲演唱、谈话和朗读剧试演等，到7月7日共计播出8期节目。
7月10日，D-World Vol.0正式举行，其中《Eschachron》朗读剧如期上演，剧情为艾斯卡和克萝恩来到某个乡下小镇，遇到当地的少年少女发生的故事。出演活动的所有9位声优均参与了朗读剧；虽然9人都是女性声优，其中青山吉能、奥野香耶、高木美佑、山下七海和吉冈茉祐5人反串饰演少年角色，永野爱理和田中美海则饰演乡下少女。现场还演唱了片头曲《Many colors, Many brights, Many more musics》和片尾曲《このセカイのユメノカケラ》。

## OVA
在朗读剧正式上映之前排练的时候，已经提出了动画化的提案，之后便以动画化为方向调整企划重心。但由于水岛精二导演有别的动画要忙，故委托山口辉担任导演负责具体制作。这是山口辉第一次担任动画导演，此前她只做过2年的演出，画过的分镜数量不超过20份，因此感到压力的同时也认识到是机遇。2016年10月9日在德岛举行的漫展マチ★アソビvol.17上，正式宣布了动画化的消息。动画由水岛精二担任总导演，山口辉担任导演，渡部里美担任人物设计和总作画监督，由动画公司Lerche负责制作，具体的呈现形式在此时尚未公布。朗读剧结束后仅3个月便宣布了动画化消息，而实际上1个月之后声优等人已经得知确定进行动画化企划，水岛精二、安济知佳等主创人员均表示出乎意料地迅速，田中制片人则表示朗读剧在业内收获了较高评价，因此加快了动画化企划的推进速度。同日官方网站及推特账号公开。
2017年3月3日，官方网站宣布将参加同月25日举行的AnimeJapan2017。3月25日的活动上，公布了本片将以OVA形式制作2集，同日官方网站也更新了相同消息，并公开了人物设定图和客座声优。此时第1话画面已经制作完成并完成了配音。5月6日，本片在德岛的漫展マチ★アソビvol.18上举行首映。7月4日，含有片尾曲《過去形と未来》的首个PV在互联网公开。
用作正片片头曲和片尾曲的歌曲均为两年前已经录音的成曲，而其余歌曲则是在第1话配音结束后录音制作的。第2话插入歌《戸惑いトレイン》收录于2017年7月26日发售的安野希世乃首部迷你专辑《涙。》，其余歌曲是否及如何以CD形式发售尚未决定。

### 上映
| 城市       | 日期          | 参加人员                                                 |
| ---------- | ------------- | -------------------------------------------------------- |
| 日本德岛   | 2017年5月6日  | 安济知佳、安野希世乃、水岛精二、山口辉                   |
| 芬兰拉赫蒂 | 2017年6月17日 | 水岛精二                                                 |
| 日本东京   | 2017年7月15日 | 安济知佳、安野希世乃、水岛精二、山口辉、田中宏幸（主持） |
| 中国上海   | 2017年9月23日 | 水岛精二                                                 |

5月6日，在德岛举办的マチ★アソビvol.18期间举行了首映式及访谈，而首映的前天（5月4日）才完成了全部制作。
6月17日，芬兰拉赫蒂举办的Desucon2017上举办了水岛精二访谈及《Eschachron》上映活动，水岛导演前往芬兰出席，这是他继2013年和2015年之后第三次出席这个活动。因版权原因，放映版本无法提供字幕，仅以日语配音放映。尽管如此，水岛导演表示内容很好地传达给了观众，而由于芬兰没有将CD数字化的习惯，故看到剧中人物用数码播放设备听CD还感到诧异，由此体会到文化差异。
6月20日，官方网站公布将于7月15日在东京举行上映会。最初公布的参与嘉宾为安济知佳、安野希世乃和水岛精二三人，山口辉导演因日程安排问题不能参加，但她在会上惊喜现身。和5月6日的首映相比，这一次放映增加了ED卡画面。
2017年7月19日，水岛精二在推特上提到以前曾经前往中国参加活动，受中日关系恶化影响，活动前的宣传根本没有提到他，并表示想再次访华。中国动画媒体Anitama在此推文下回复称有意邀请水岛导演。9月13日，Anitama正式公布邀请水岛精二导演携新作《Eschachron》在上海举办活动，活动于9月23日进行，分新作上映会及交流会两个环节。